# Альдама, Санти
Санти Альдама (исп. Santiago Aldama Toledo; род. 10 января 2001, Лас-Пальмас) — испанский баскетболист, выступающий в НБА за клуб «Мемфис Гриззлис». Играет на позиции тяжёлого форварда или центрового. Участник летних Олимпийских игр 2024 года. Он сын испанского баскетболиста Сантьяго Альдамы, который был участником летних Олимпийских игр 1992 года в Барселоне.

## Профессиональная карьера

### Мемфис Гриззлис(2021—настоящее время)
Альдама был задрафтован «Ютой Джаз» под общим 30-м номером на драфте НБА 2021 года. Позже права на него были проданы «Мемфис Гриззлис». 8 августа 2021 года «Гриззлис» объявили, что подписали контракт с Альдамой. 2 декабря 2021 года Альдама набрал рекордные для себя в сезона 18 очков, сделал десять подборов, три передачи, перехват и блок-шот, одержав разгромную победу над «Оклахома-Сити Тандер» со счётом 152:79.
Альдама присоединился к составу «Гриззлис» на Летнюю лигу НБА 2022 года. 18 июля 2022 года он был включен во вторую сборную Летней лиги НБА. После травмы Джарена Джексона-младшего Альдама был назначен основным тяжёлым форвардом «Гриззлис» на начало сезона 2022/2023. 19 октября он дебютировал в стартовой пятёрке в первом матче сезона, оформив дабл-дабл из 18 очков и 11 подборов в выигранном в овертайме матче против «Нью-Йорк Никс». 2 февраля 2023 года Альдама набрал рекордные в карьере 21 очко и сделал десять подборов, в проигранном матче против «Кливленд Кавальерс».

## Национальная сборная
Альдама был членом юношеских сборной Испании на следующих турнирах: чемпионат Европы до 16 лет (2017 год, 7-е место) и чемпионат Европы до 18 лет (2019 год, 1-е место). На турнире 2019 года Альдама был признан самым ценным игроком турнира, а также вместе с соотечественником Усманом Гарубой попал в символическую пятёрку чемпионата.
За взрослую сборную Испании Альдама дебютировал 4 августа 2023 года в товарищеском матче против Венесуэлы в рамках подготовки к чемпионату мира в Японии, на Филиппинах и в Индонезии. На самом чемпионате мира Альдама сыграл 5 матчей, в среднем набирая по 11,2 очка за игру, а сборная Испании заняла 9-е место и не сумела пробиться в плей-офф.
Альдама был вызван в сборную на летние Олимпийские игры 2024 года. В первых двух матчах на турнире он становился лучшим игроком сборной Испании по набранным очкам (27 в первой игре и 19 во второй).

## Статистика

### Статистика в НБА
| Сезон                                                                                    | Команда | Регулярный сезон | Регулярный сезон | Регулярный сезон | Регулярный сезон | Регулярный сезон | Регулярный сезон | Регулярный сезон | Регулярный сезон | Регулярный сезон | Регулярный сезон | Регулярный сезон | Серия плей-офф | Серия плей-офф | Серия плей-офф | Серия плей-офф | Серия плей-офф | Серия плей-офф | Серия плей-офф | Серия плей-офф | Серия плей-офф | Серия плей-офф | Серия плей-офф |
| Сезон                                                                                    | Команда | GP               | GS               | MPG              | FG%              | 3P%              | FT%              | RPG              | APG              | SPG              | BPG              | PPG              | GP             | GS             | MPG            | FG%            | 3P%            | FT%            | RPG            | APG            | SPG            | BPG            | PPG            |
| ---------------------------------------------------------------------------------------- | ------- | ---------------- | ---------------- | ---------------- | ---------------- | ---------------- | ---------------- | ---------------- | ---------------- | ---------------- | ---------------- | ---------------- | -------------- | -------------- | -------------- | -------------- | -------------- | -------------- | -------------- | -------------- | -------------- | -------------- | -------------- |
| 2021/22                                                                                  | Мемфис  | 32               | 0                | 11,2             | 40,2             | 12,5             | 62,5             | 2,7              | 0,7              | 0,2              | 0,3              | 4,1              | Не участвовал  | Не участвовал  | Не участвовал  | Не участвовал  | Не участвовал  | Не участвовал  | Не участвовал  | Не участвовал  | Не участвовал  | Не участвовал  | Не участвовал  |
| 2022/23                                                                                  | Мемфис  | 77               | 20               | 21,8             | 47,0             | 35,3             | 75,0             | 4,8              | 1,3              | 0,6              | 0,6              | 9,0              | 6              | 0              | 16,8           | 45,5           | 46,7           | 100,0          | 4,3            | 1,2            | 0,5            | 0,0            | 6,5            |
| 2023/24                                                                                  | Мемфис  | 61               | 35               | 26,5             | 43,5             | 34,9             | 62,1             | 5,8              | 2,3              | 0,7              | 0,9              | 10,7             | Не участвовал  | Не участвовал  | Не участвовал  | Не участвовал  | Не участвовал  | Не участвовал  | Не участвовал  | Не участвовал  | Не участвовал  | Не участвовал  | Не участвовал  |
|                                                                                          | Всего   | 170              | 55               | 21,5             | 44,7             | 33,3             | 69,2             | 4,8              | 1,5              | 0,6              | 0,7              | 8,7              | 6              | 0              | 16,8           | 45,5           | 46,7           | 100,0          | 4,3            | 1,2            | 0,5            | 0,0            | 6,5            |
| Наведите курсор мыши на аббревиатуры в заголовке таблицы, чтобы прочесть их расшифровку. |         |                  |                  |                  |                  |                  |                  |                  |                  |                  |                  |                  |                |                |                |                |                |                |                |                |                |                |                |

### Статистика в Джи-Лиге
| Сезон                                                                                    | Команда      | Регулярный сезон | Регулярный сезон | Регулярный сезон | Регулярный сезон | Регулярный сезон | Регулярный сезон | Регулярный сезон | Регулярный сезон | Регулярный сезон | Регулярный сезон | Регулярный сезон | Серия плей-офф | Серия плей-офф | Серия плей-офф | Серия плей-офф | Серия плей-офф | Серия плей-офф | Серия плей-офф | Серия плей-офф | Серия плей-офф | Серия плей-офф | Серия плей-офф |
| Сезон                                                                                    | Команда      | GP               | GS               | MPG              | FG%              | 3P%              | FT%              | RPG              | APG              | SPG              | BPG              | PPG              | GP             | GS             | MPG            | FG%            | 3P%            | FT%            | RPG            | APG            | SPG            | BPG            | PPG            |
| ---------------------------------------------------------------------------------------- | ------------ | ---------------- | ---------------- | ---------------- | ---------------- | ---------------- | ---------------- | ---------------- | ---------------- | ---------------- | ---------------- | ---------------- | -------------- | -------------- | -------------- | -------------- | -------------- | -------------- | -------------- | -------------- | -------------- | -------------- | -------------- |
| 2021/22                                                                                  | Мемфис Хастл | 18               | 18               | 29,4             | 49,3             | 26,8             | 71,2             | 9,4              | 2,2              | 1,3              | 1,4              | 21,5             | Не участвовал  | Не участвовал  | Не участвовал  | Не участвовал  | Не участвовал  | Не участвовал  | Не участвовал  | Не участвовал  | Не участвовал  | Не участвовал  | Не участвовал  |
|                                                                                          | Всего        | 18               | 18               | 29,4             | 49,3             | 26,8             | 71,2             | 9,4              | 2,2              | 1,3              | 1,4              | 21,5             | Не участвовал  | Не участвовал  | Не участвовал  | Не участвовал  | Не участвовал  | Не участвовал  | Не участвовал  | Не участвовал  | Не участвовал  | Не участвовал  | Не участвовал  |
| Наведите курсор мыши на аббревиатуры в заголовке таблицы, чтобы прочесть их расшифровку. |              |                  |                  |                  |                  |                  |                  |                  |                  |                  |                  |                  |                |                |                |                |                |                |                |                |                |                |                |

### Статистика в NCAA
| Сезон | Команда | Conf    | Class | GP | GS | MPG  | FG%  | 3P%  | FT%  | RPG  | APG | SPG | BPG | PPG  |
| --- | ------- | ------- | ----- | -- | -- | ---- | ---- | ---- | ---- | ---- | --- | --- | --- | ---- |
| 2019/20 | Лойола  | Patriot | FR    | 10 | 9  | 30,4 | 45,9 | 21,7 | 51,5 | 7,6  | 2,1 | 0,9 | 1,7 | 15,2 |
| 2020/21 | Лойола  | Patriot | SO    | 17 | 17 | 35,0 | 51,3 | 36,8 | 68,6 | 10,1 | 2,3 | 1,0 | 1,7 | 21,2 |
| Всего | Всего   | Всего   | Всего | 27 | 26 | 33,3 | 49,5 | 30,6 | 63,9 | 9,2  | 2,2 | 1,0 | 1,7 | 19,0 |
| Наведите курсор мыши на аббревиатуры в заголовке таблицы, чтобы прочесть их расшифровку Статистика приведена с сайта sports-reference.com |         |         |       |    |    |      |      |      |      |      |     |     |     |      |